# Баюновські Ключі
Баюно́вські Ключі́ (рос. Баюновкие Ключи) — село у складі Первомайського району Алтайського краю, Росія. Адміністративний центр Баюновоключівської сільської ради.

## Населення
Населення — 1630 осіб (2010; 1459 у 2002).
Національний склад (станом на 2002 рік):
- росіяни — 95 %